# 공식

공식(公式)은 보통 수학이나 과학, 경제학 등에서 어떤 연산을 빠르게 계산해서 그 문제의 해답을 쉽게 구할 수 있도록 하는 식이다. 방정식, 등식, 항등식, 부등식을 포함해서 수학적 기호로 나타낸 규칙 또는 원리다. 라틴어로 formula의 복수형은 "formulae"이지만, "formulas"로 더 많이 받아들여지기도 했다.

## 공식의 필요성
공식은 이전의 사람들이 어떠한 문제를 쉽게 풀기 위해서 만든 식이다. 공식을 반드시 사용하여야 하는 것은 아니다. 하지만 직접 증명을 해야하므로 많은 사람들이 주로 공식을 이용해서 문제를 푸는 방법을 많이 사용한다.

## 공식의 종류

### 수학 공식
곱셈 공식, 인수 분해, 근의 공식, 피타고라스의 정리 등이 있다.

## 같이 보기
- 곱셈 공식
- 인수 분해
- 근의 공식
- 피타고라스의 정리